# Boletina
Boletina är ett släkte av tvåvingar som beskrevs av Rasmus Carl Staeger 1840. Boletina ingår i familjen svampmyggor.

## Dottertaxa tillBoletina, i alfabetisk ordning[1][2]
- Boletina abdita
- Boletina abdominalis
- Boletina aculeata
- Boletina akpatokensis
- Boletina altaica
- Boletina anderschi
- Boletina antarctica
- Boletina antica
- Boletina antoma
- Boletina arctica
- Boletina atra
- Boletina atridentata
- Boletina attenata
- Boletina augusta
- Boletina babai
- Boletina basalis
- Boletina beringensis
- Boletina bidenticulata
- Boletina bifurcata
- Boletina birulai
- Boletina borealis
- Boletina brevicornis
- Boletina brevirostris
- Boletina cincticornis
- Boletina conformis
- Boletina conjuncta
- Boletina cordata
- Boletina cornuta
- Boletina coronata
- Boletina crassicauda
- Boletina curta
- Boletina delicata
- Boletina differens
- Boletina digitata
- Boletina dispecta
- Boletina dispectoides
- Boletina dissipata
- Boletina dubia
- Boletina edwardsi
- Boletina erythropyga
- Boletina falcata
- Boletina fennoscandica
- Boletina flavohirta
- Boletina fuscula
- Boletina gracilis
- Boletina gripha
- Boletina griphoides
- Boletina groenlandica
- Boletina gusakovae
- Boletina gutianshana
- Boletina hedstroemi
- Boletina hei
- Boletina hirtilobula
- Boletina hissarica
- Boletina hopkinsii
- Boletina hymenophalloides
- Boletina imitator
- Boletina ingrica
- Boletina inops
- Boletina insulana
- Boletina intermedia
- Boletina jamalensis
- Boletina joosti
- Boletina jucunda
- Boletina katoi
- Boletina kijca
- Boletina kivachiana
- Boletina kompantzevi
- Boletina kopetdagensis
- Boletina kowarzi
- Boletina kurilensis
- Boletina lagena
- Boletina landrocki
- Boletina lapponica
- Boletina laticauda
- Boletina longicauda
- Boletina longicornis
- Boletina lundbecki
- Boletina lundstroemi
- Boletina lundstromi
- Boletina maculata
- Boletina magna
- Boletina melancholica
- Boletina meniscophalloides
- Boletina minuta
- Boletina mixta
- Boletina montana
- Boletina moravica
- Boletina nacta
- Boletina nasuta
- Boletina neoerythropyga
- Boletina nigravena
- Boletina nigricans
- Boletina nigricoxa
- Boletina nigripes
- Boletina nigrofusca
- Boletina nitida
- Boletina nitiduloides
- Boletina notescens
- Boletina obesula
- Boletina obscura
- Boletina obscuriventris
- Boletina onegensis
- Boletina oreadophila
- Boletina oviducta
- Boletina pahangensis
- Boletina pallidula
- Boletina pectinunguis
- Boletina pinusia
- Boletina plana
- Boletina polaris
- Boletina populina
- Boletina profectus
- Boletina prolata
- Boletina pseudonitida
- Boletina pseudoventralis
- Boletina punctus
- Boletina rejecta
- Boletina sahlbergi
- Boletina saigusai
- Boletina sanxiana
- Boletina sciarina
- Boletina sedula
- Boletina shermani
- Boletina shirozui
- Boletina sibirica
- Boletina silvatica
- Boletina sobria
- Boletina spathulata
- Boletina struthioides
- Boletina subatra
- Boletina subnitidula
- Boletina subtriangularis
- Boletina subtrivittata
- Boletina takagii
- Boletina takasago
- Boletina tiroliensis
- Boletina triangularis
- Boletina trispinosa
- Boletina trivittata
- Boletina tungusica
- Boletina unifurcata
- Boletina unusa
- Boletina verticillata
- Boletina villosa